# David Duchovny
David William Duchovny és un actor estatunidenc d'origen jueu. Va néixer el 7 d'agost de 1960 a Nova York i és mundialment conegut pel seu paper de Fox Mulder a la sèrie de televisió "The X-Files".

## Biografia
Fill de l'escriptor i publicista ja mort Amram Ducovny i de Margaret (Meg) Duchovny, mestra jubilada. El seu pare era fill de jueus russos i la seva mare una immigrant luterana d'Escòcia. Té dos germans, Daniel i Laurie. El seu pare va treure la "h" del seu cognom per evitar errors en la pronunciació.
Va anar a una escola privada només per a nois a Manhattan i posteriorment es va graduar a la Universitat de Princeton. També va aconseguir un Màster en Literatura anglesa per la Universitat Yale i va començar a treballar en una tesi doctoral titulada "Magic and Technology in Contemporary Poetry and Prose" (Màgia i tecnologia en la poesia i prosa contemporànies). El 1982, mentre estudiava a Princeton, va rebre una menció honorífica de l'Acadèmia de poetes americans per "The Schizophrenic Critique of Pure Reason in Beckett's Early Novels" (La crítica esquizofrènica de la raó pura en les primeres novel·les de Beckett).
El 6 de maig de 1997 es va casar amb l'actriu Téa Leoni (que també va aparèixer en un capítol de "The X-Files") i van anar a viure a Malibú (Califòrnia). El 24 d'abril de 1999 va néixer la seva primera filla Madeleine West Duchovny, i tres anys després, el 15 de juny de 2002 nasqué el segon, Kydd Miller Duchovny.
Duchovny és ex-vegetarià i utilitza lents de contacte degut a una lesió que va patir en un ull jugant a bàsquet que li va causar una ampliació de pupil·la.

## Carrera
Després de tenir petits papers en anuncis i sèries de televisió, el 1993 va començar a treballar com a co-protagonista en la sèrie de ciència-ficció "The X-Files" interpretant l'agent especial de FBI Fox Mulder, un teòric conspiracionista que creia que la seva germana havia estat abduïda per alienígenes. Aquesta sèrie va aconseguir ràpidament ser un dels majors èxits del canal de televisió FOX i també a tot el món. Va treballar en les nou temporades que es va rodar, fins al 2002, però en la dues últimes es va anar allunyant parcialment de la sèrie. Entre la cinquena i la sisena temporada va rodar una pel·lícula que continuava la història "The X-Files: Fight the Future" juntament amb la seva companya a la sèrie Gillian Anderson. També va doblar-se a si mateix en la paròdia del seu personatge a la sèrie d'animació "Els Simpson", en l'episodi anomenat The Sprinfield Files.
Després d'aconseguir l'èxit, va continuar treballant en altres projectes relacionats amb la televisió i el cinema. Tot i que ja havia fet de director en algun episodi de "The X-Files", va debutar en el cinema escrivint i dirigint la pel·lícula "House of D", en la qual també va realitzar un petit paper com a actor, però no va obtenir bones crítiques.
Actualment està treballant com a productor i protagonista de la sèrie de televisió "Californication", on interpreta a Hank Moody, un novel·lista en hores baixes, pel qual ha obtingut un Globus d'Or com a millor actor a una comèdia de televisió o musical. Recentment s'ha estrenat la seqüela "The X-Files: I Want to Believe" on ha tornat a interpretar l'agent especial Fox Mulder.

## Filmografia

### Pel·lícules
- Beethoven (1992)
- Red Shoe Diaries (1992)
- Chaplin (1992)
- Kalifornia (1993)
- Playing God (1997)
- The X-Files: Fight the Future (1998)
- Return to Me (2000)
- Evolució (Evolution) (2001)
- Zoolander (2001)
- House of D (2004)
- Connie i Carla (Connie and Carla) (2004)
- Elles i ells (2006)
- Things We Lost in the Fire (2007)
- The X-Files: I Want to Believe (2008)
- La família Jones (2009)
- Goats (2012)
- Phantom (2013)
- Més enllà de les paraules (2013)
- Louder Than Words (2013)

### Sèries de televisió
- Twin Peaks (1991)
- The X-Files (1993)
- Els Simpson (1997)
- Californication (2007)

## Premis
Ha estat nominat diversos cops als premis Emmy i Globus d'Or entre altres acadèmies però només ha aconseguit guanyar els següents:
- 1997 - Millor actor - Sèrie de TV dramàtica per la sèrie de televisió "The X-Files"
- 2007 - Millor actor - Sèrie de TV comèdia per la sèrie de televisió "Californication"